# 下津町
下津町（しもつちょう）は、かつて和歌山県北西部に存在した町。旧・海部郡 → 海草郡。
2005年4月1日、北側に接する海南市と合併し、新・海南市となった。
合併してからも旧町域は海南市下津町となっている。旧来の下津町役場は現在、海南市下津行政局に引き継がれている。

## 地理
紀伊水道に面し、町域の大半を占める山間部が海岸に迫っている。東端の鏡石山（標高555m）に発する加茂川が西流する。南西部の下津湾には下津港があり、石油化学関係の工場が立地する。

### 隣接していた自治体
- 和歌山県
  - 海南市、有田市
  - 有田郡 吉備町、金屋町

## 歴史
- 熊野古道が通じるなど、古くから往来が盛んであった。
- 1889年（明治22年）4月1日 - 町村制の施行により、海部郡上村・小原村・小畑村・鰈川村・下津浦の区域をもって浜中村（はまなかむら）が発足。
- 1896年（明治29年）4月1日 - 郡の統合により浜中村の所属郡が海草郡に変更[1]。
- 1938年（昭和3年）6月1日 - 浜中村が町制施行・改称して下津町となる。
- 1955年（昭和30年）2月1日 - 大崎町・塩津村・加茂村・仁義村と合併し、改めて下津町が発足。旧・大崎町役場に町役場を設置。
- 2005年（平成17年）4月1日 - 海南市と合併し、改めて海南市が発足。同日下津町廃止。

## 経済

### 産業
- 下津港は和歌山下津港の一部に含まれ、石油備蓄基地が設けられている。
- 山間部は三宝みかんの特産地。

### 名産
- 温州みかん
- チェリモヤ
- ビワ
- シラス

海岸沿いは釣りの名所が多く、釣り客で賑わう。

## 教育
- 高等学校
  - 和歌山県立海南高等学校下津分校
  - 下津町立下津女子高等学校（2007年に海南市立海南市高等学校を統合して海南市立海南下津高等学校となる）
- 中学校
  - 下津町立下津第一中学校
  - 下津町立下津第二中学校
- 小学校
  - 下津町立加茂第一小学校
  - 下津町立加茂第二小学校
  - 下津町立大東小学校
  - 下津町立下津小学校
  - 下津町立大崎小学校
  - 下津町立塩津小学校
  - 下津町立仁義小学校

## 交通

### 鉄道路線
- 中心となる駅：西日本旅客鉄道（JR西日本）紀勢本線加茂郷駅
- 西日本旅客鉄道（JR西日本）
  - 紀勢本線：（海南市） - 加茂郷駅 - 下津駅 - （有田市）

### 道路
- 高規格幹線道路
  - 海南湯浅道路（合併と同日に阪和自動車道へ編入）：下津IC
- 国道
  - 国道42号
- 県道
  - 和歌山県道159号海南吉備線
  - 和歌山県道164号沓掛糸我線
  - 和歌山県道165号引尾下津線
  - 和歌山県道166号興加茂郷停車場線
  - 和歌山県道168号下津港下津停車場線

## 名所・旧跡・観光スポット・祭事・催事
- 長保寺（紀州徳川家の菩提寺）

## 出身有名人
- 照の花謙二…元力士（最高位：十両）。
- 栃乃和歌清隆…元力士（最高位：関脇）。現：年寄春日野。